# Potsdam (hrabstwo St. Lawrence)
Potsdam – miasto w Stanach Zjednoczonych, w stanie Nowy Jork, w hrabstwie St. Lawrence.